# Johannes Zehngraf
Johannes Zehngraf (Nykøbing Falster, 18 aprile 1857 – Berlino, 7 febbraio 1908) è stato un miniatore danese, fu il principale miniaturista della Maison Fabergé.
Era figlio del pittore e fotografo Christian Antoni Zehngraf e di Rebecca de Lemos; il 27 gennaio 1880 ad Aalborg sposò Caroline Ludovica Lund (n. 30 giugno 1856; † dopo il 1908) figlia di Carl Ludvig Lund e il Pouline Elisabeth Poulsen.

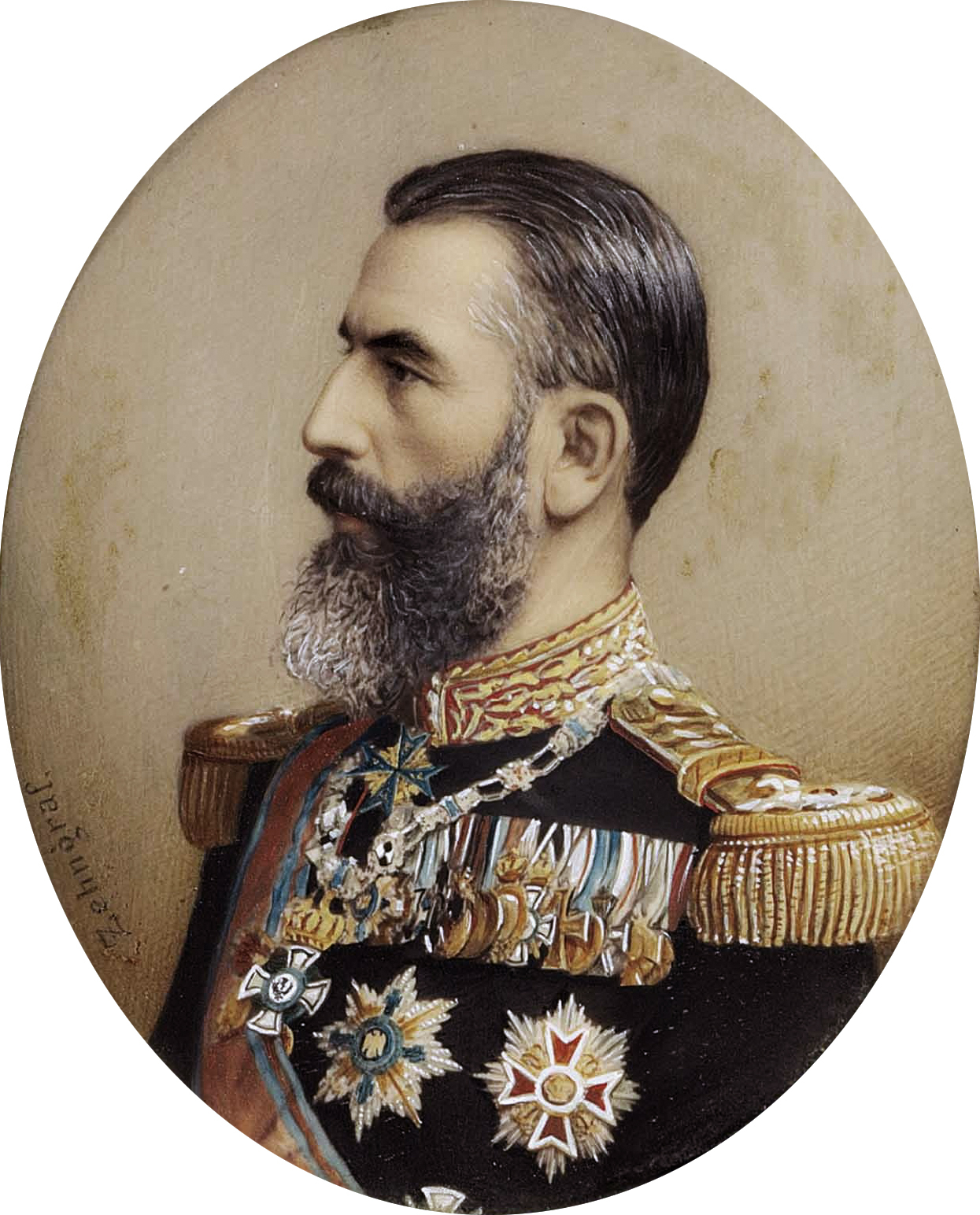
Ritratto miniato su avorio di Carlo I, re di Romania, firmato "Zehngraf".

Johannes ha imparato dal padre la fotografia d'arte e ha lavorato come fotografo prima a Aalborg e in seguito a Aarhus, Odense e Malmö (1886-1889).
La pratica di fare piccoli ritocchi alle sue fotografie lo portò alla pittura di miniature. 
Come miniaturista, nel 1889 si stabilì a Berlino dove contò le case reali europee tra i suoi clienti.
Ha introdotto la ricchezza di dettagli del realismo fotografico nella sua pittura.
Esempi della sua abilità sono i ritratti miniati dello zar russo Alessandro III, di sua moglie la Zarina Dagmar, della principessa danese Thyra e una serie di undici ritratti in miniatura della famiglia del re danese Cristiano IX.
Ha lavorato anche ad alcune delle famose uova imperiali Fabergé: è stato l'autore dei ritratti dell'Uovo dei mughetti e dei paesaggi contenuti nell'Uovo di cristallo e nell'Uovo del pellicano.